# Sint-Michielskerk (Bree)

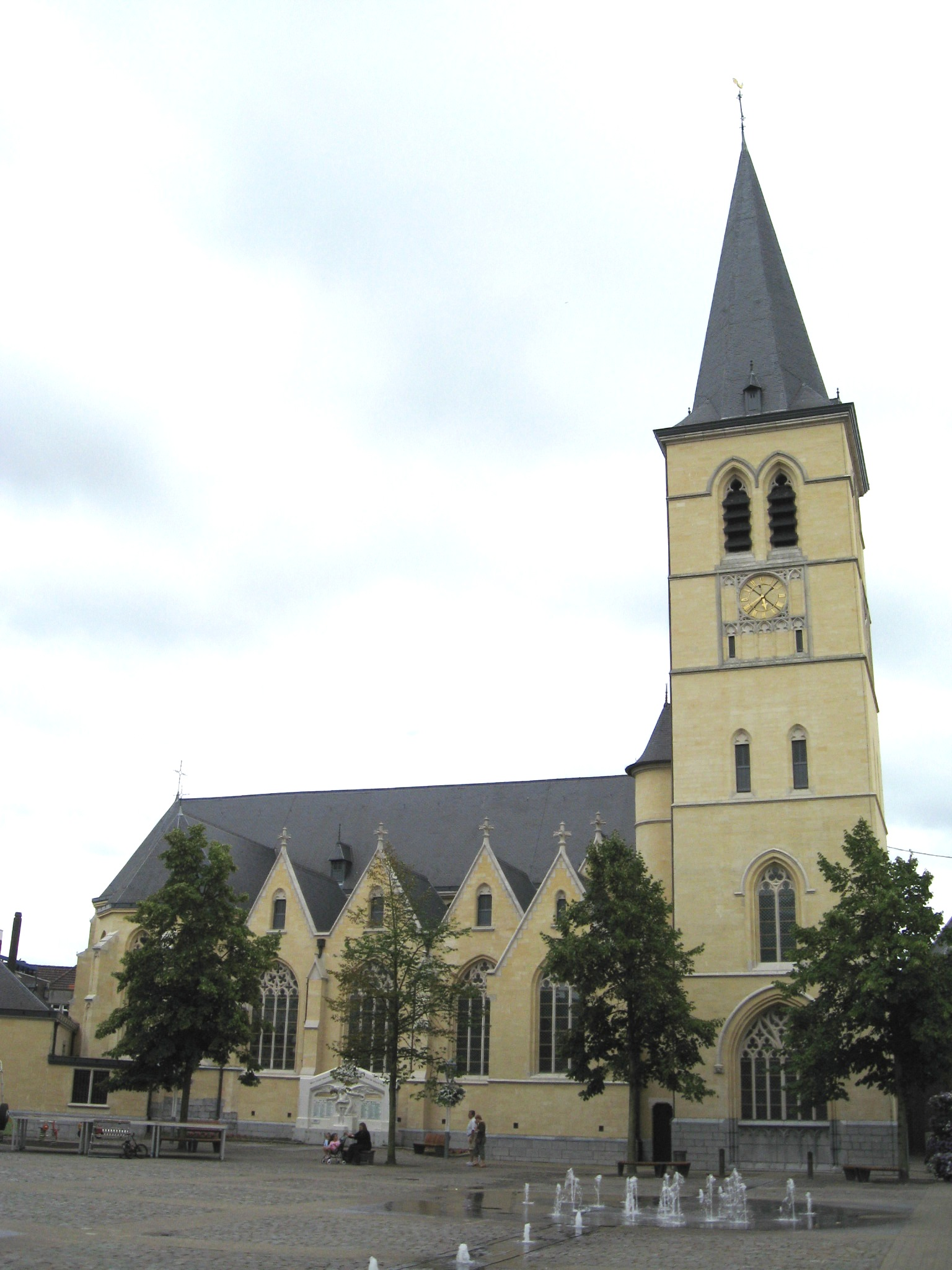
Sint-Michielskerk

De Sint-Michielskerk is de parochiekerk van de Belgische stad Bree, gelegen aan de Hoogstraat.
De kerk is gewijd aan de patroonheilige van Bree, Sint Michiel.

## Geschiedenis
Oorspronkelijk bestond op deze plaats een romaanse kerk, die waarschijnlijk door de graaf van Loon werd gesticht. In 1078 werd het patronaatsrecht van deze kerk door gravin Ermengardis geschonken aan het kapittel van de Sint-Bartolomeüskerk te Luik.
Midden 15e eeuw werd begonnen met de bouw van de kerk in Maaslandse gotiek, allereerst het koor, dat vermoedelijk uit 1452 stamt. Het schip is van begin 16e eeuw. De romaanse toren bleef behouden. In 1506 werd in opdracht van Arnold van Mewen en zijn vrouw Aleydis Bormans een Sint-Annakapel gebouwd, die de tegenwoordige zuidelijke transeptarm vormt.
In 1606 waaide de torenspits om en beschadigde de Onze-Lieve-Vrouwekapel, welke in 1469 was gebouwd. Kapel en toren werden hersteld. In 1831 was de toren opnieuw bouwvallig, en werd ze hersteld. Van 1901-1902 werd de kerk vergroot, waarbij de toren werd afgebroken en een nieuwe gebouwd, het schip werd in westelijke richting met één travee verlengd, zijbeuken werden bijgebouwd, evenals de noordelijke transeptarm en de sacristie.

## Gebouw
Naast de bovengenoemde neogotische onderdelen, zijn slechts het koor, vier traveeën van de middenbeuk, en de Sint-Annakapel overgebleven van het gotische gebouw. De zijbeuken van deze vijfbeukige kerk zijn neogotisch, waarbij de buitenste zijbeuken zijn uitgevoerd als kapellen van elk één travee. Het gebouw is uitgevoerd in mergelsteen.

## Meubilair

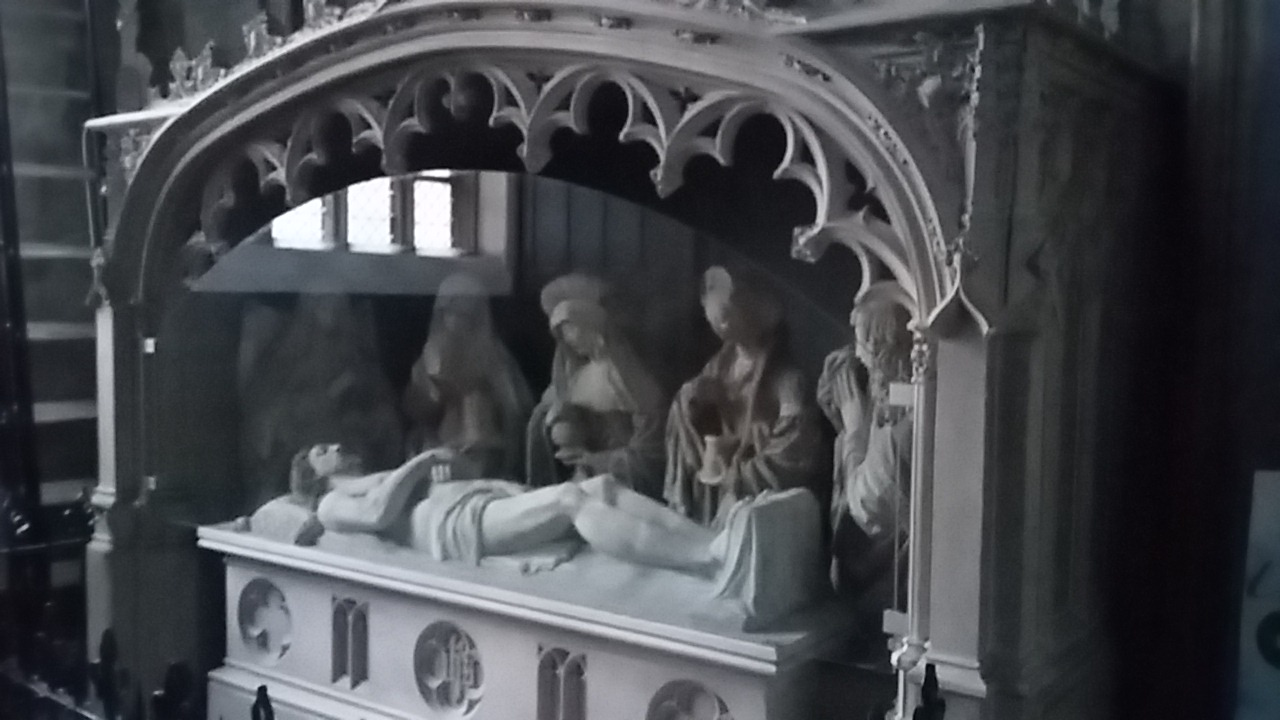
Jezus in het graf

Een belangrijk kunstwerk is de graflegging, door Jan van Steffenswert, van vóór 1530. Het is een levensgrote beeldengroep in gepolychromeerde steen, voorstellende Jezus in het graf, omringd door de drie wenende Maria's en twee engelen, welke laatsten de passiewerktuigen dragen.
Voorts zijn er tal van beelden in de kerk, zoals een piëta uit omstreeks 1380, een calvariegroep in gepolychromeerd hout, van omstreeks 1530. De Meester van Elsloo, omstreeks 1525, vervaardigde een Christoffel, een Christus aan het kruis, een Sint-Anna-te-Drieën en een Jacobus de Meerdere. Uit dezelfde tijd stamt het Sint-Rochusbeeld, vervaardigd door de Meester van de Calvarie van Fize-le-Marsal. Een Onze-Lieve-Vrouw met kind, en een Sint-Johannes Evangelist zijn Maaslands en stammen ook van omstreeks 1530. Diverse andere beelden, uit de 16e en latere eeuwen, zijn in de kerk aanwezig.
Daarnaast bevat de kerk enkele schilderijen uit de 17e en 18e eeuw, met name: Marteling van Sint-Catharina, Gesprek van Sint-Antonius Abt met Sint-Paulus van Thebe, Kroning van Maria, en Bezoek van Maria aan Elisabeth.
Voorts is er een arduinen wijwatervat uit het begin van de 16e eeuw, waarop vier maskers zijn aangebracht. De meubelen in de kerk zijn voornamelijk 19e-eeuws.

## Galerij

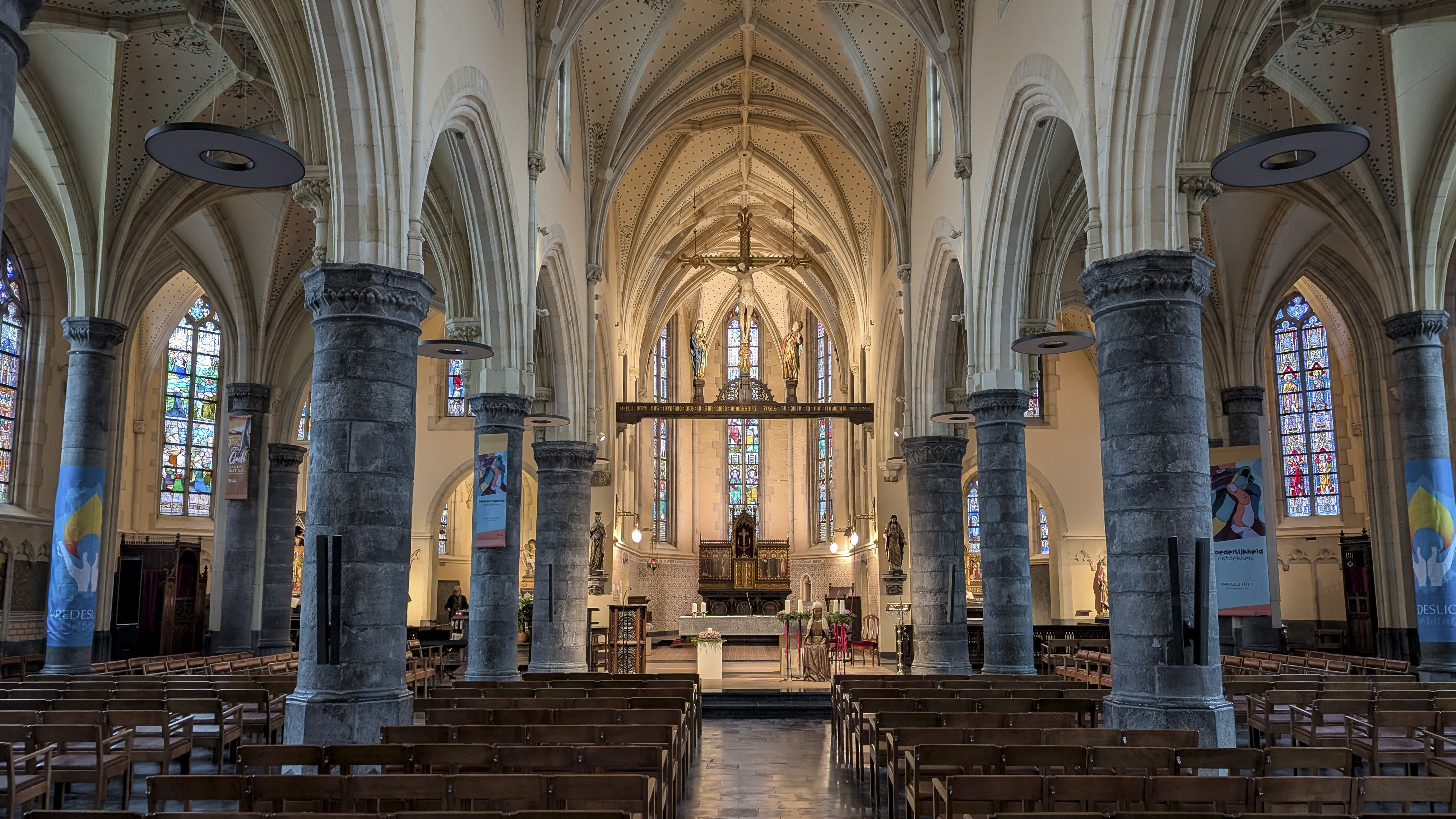
Kerkschip
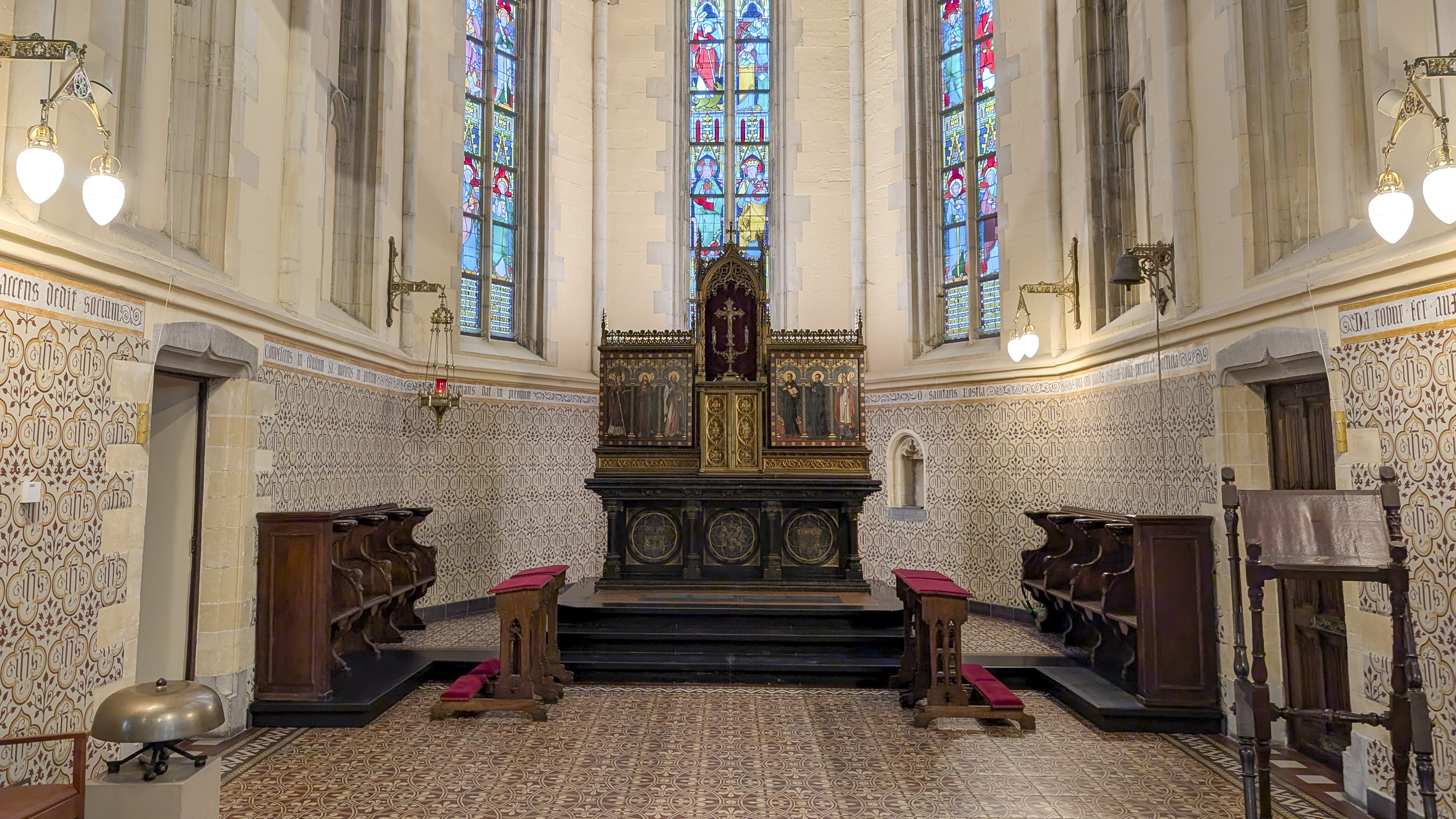
Hoogaltaar
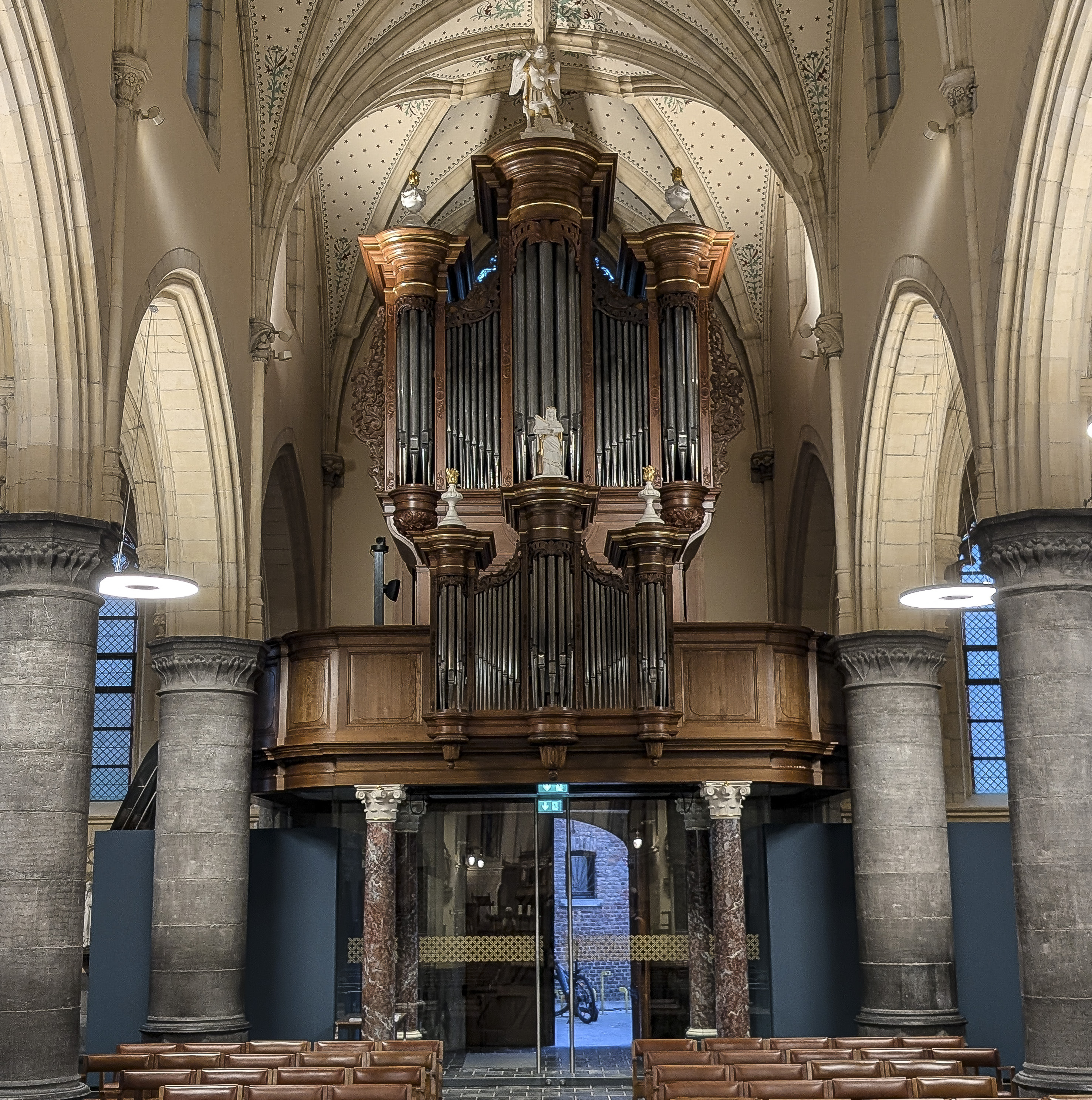
Kerkorgel

Kunstwerken
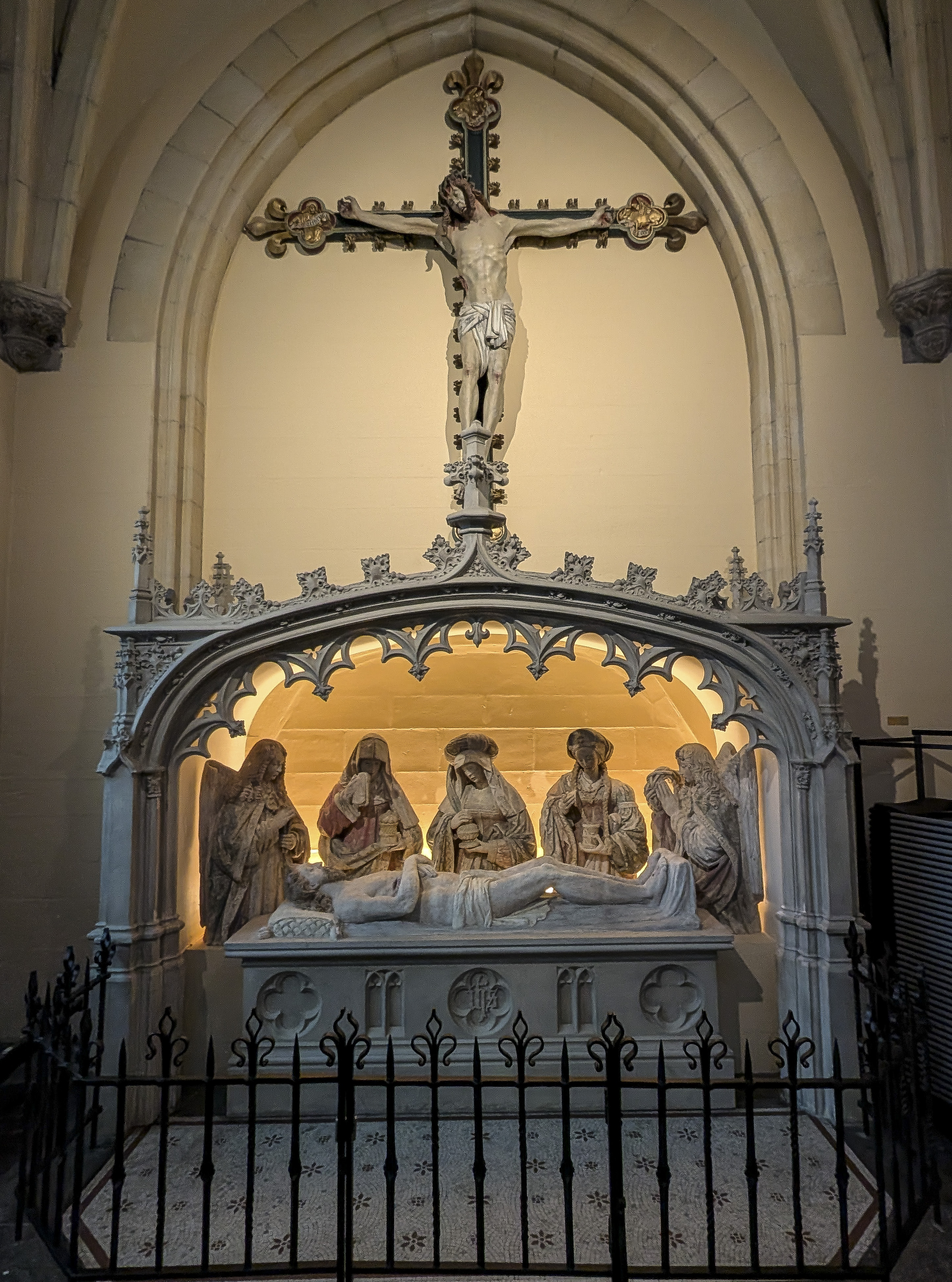
Graflegging van Jan van Steffeswert, een Vlaams topstuk
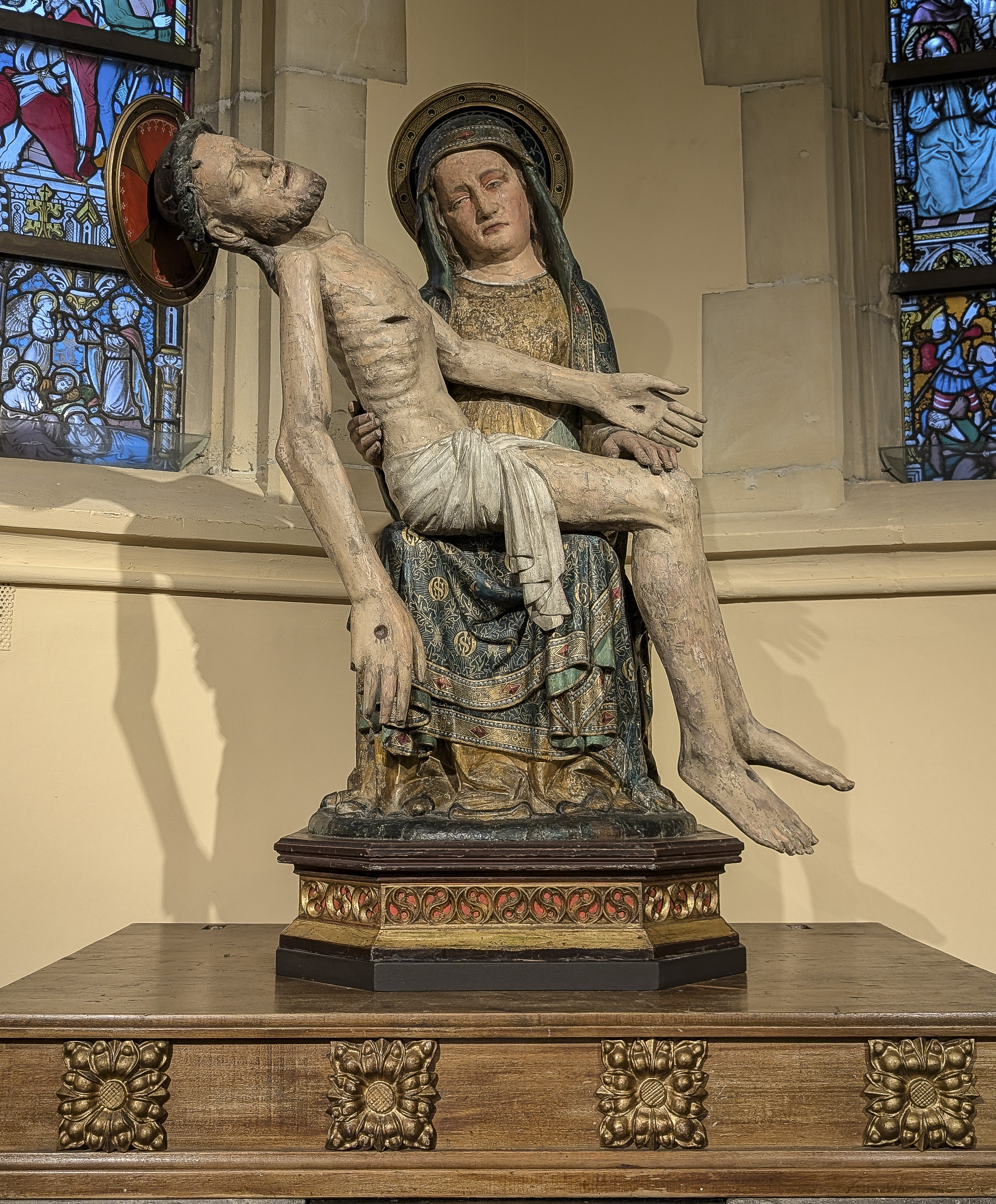
Piëta
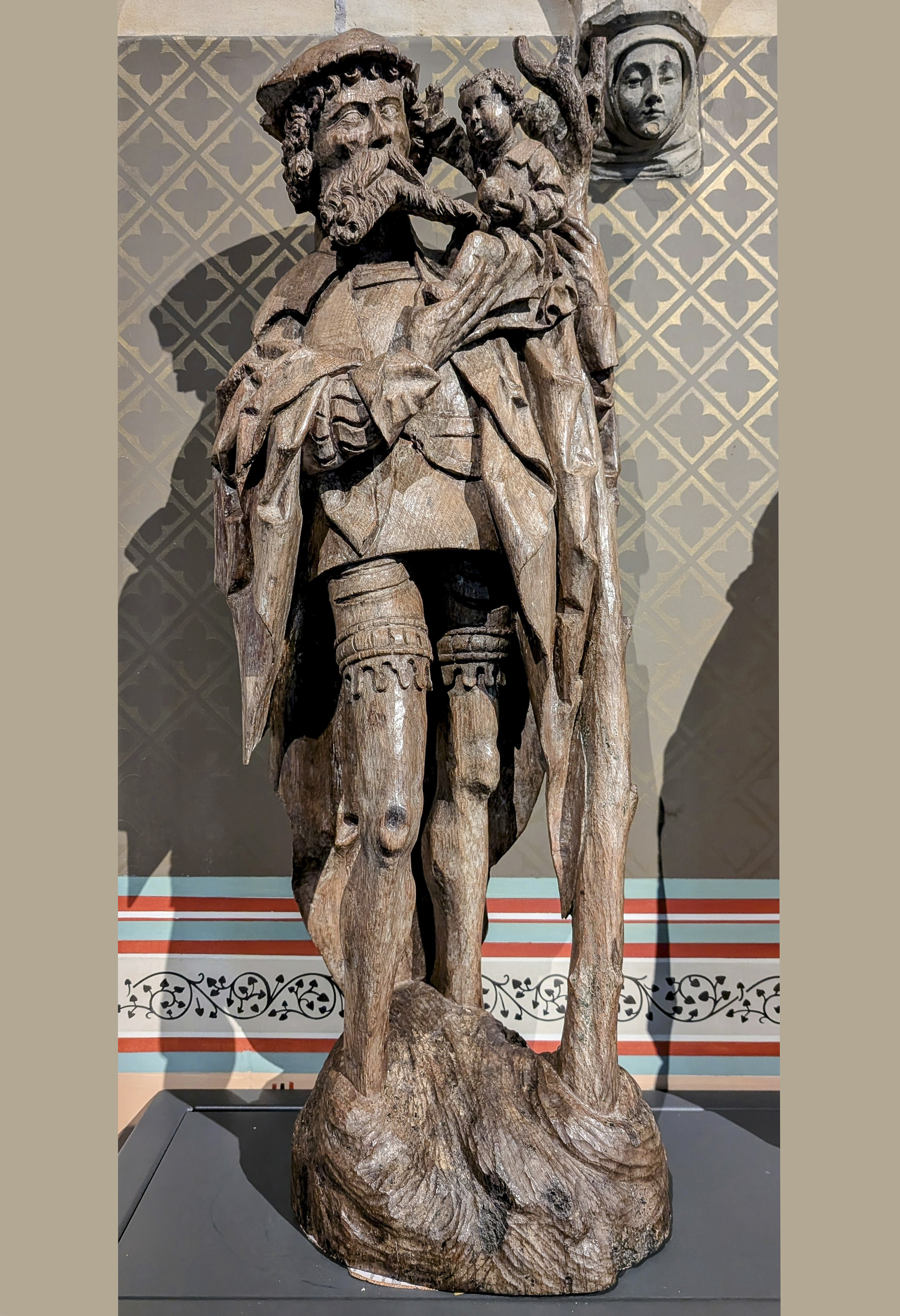
Christoffel door de Meester van Elsloo, een Vlaams topstuk
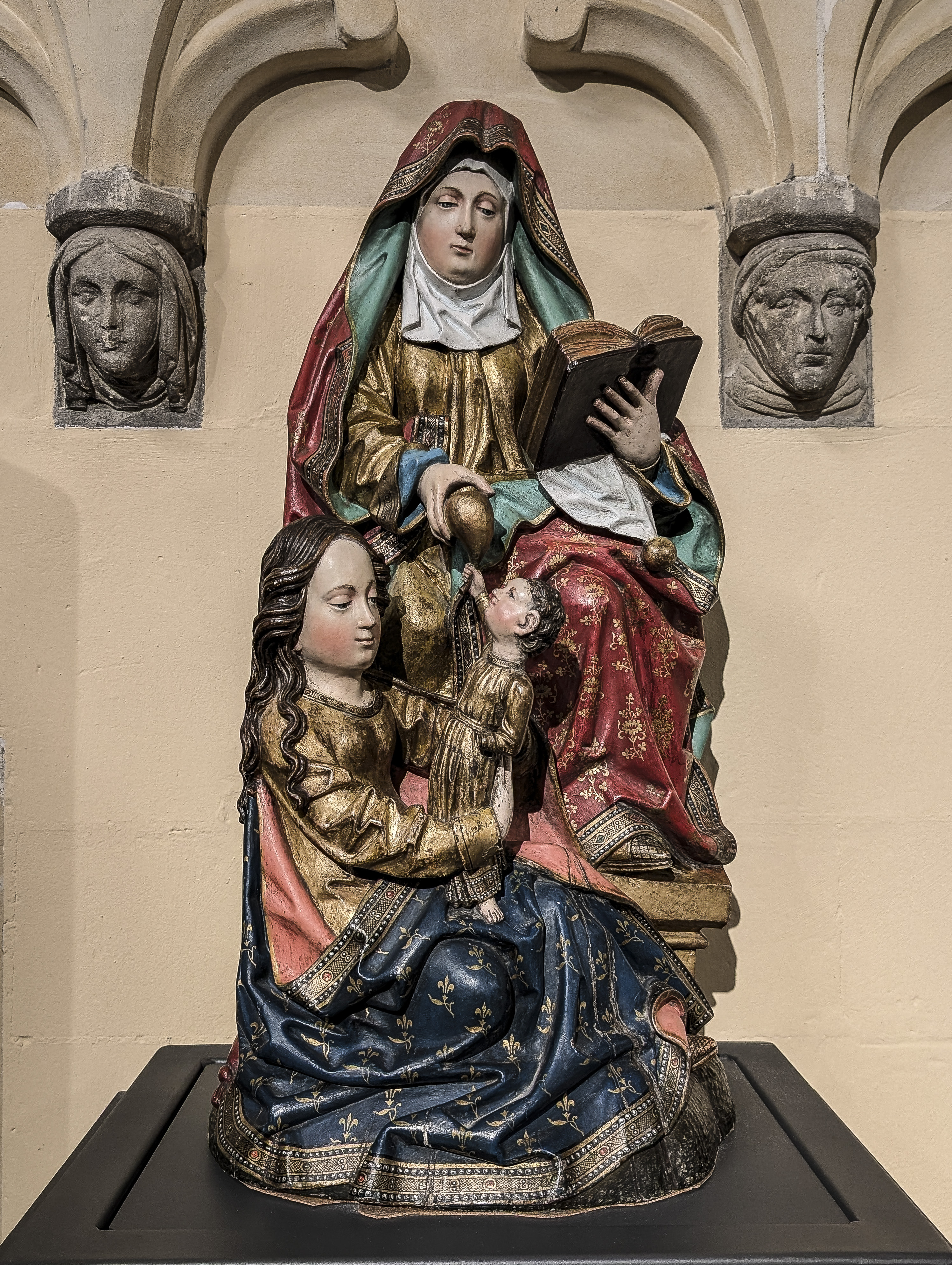
Anna te Drieën van de Meester van Elsloo

- Inventaris van het Bouwkundig Erfgoed (Vlaanderen): 70822